# Gällivare kommun
Gällivare kommun er en svensk kommune og ligger i Norrbottens län i landskabet Lappland. Kommunens rådhus ligger i Gällivare.
En del af verdensarvsområdet Laponia, blandt andet Stora Sjöfallets Nationalpark og  naturreservatet Sjaunja ligger i kommunen.
67°08′00″N 20°39′00″Ø / 67.1333°N 20.65°Ø